# Riadh Jaidane
Riadh Jaidane, né le 17 janvier 1972 à Sousse, est un avocat et homme politique tunisien.  
Spécialisé en droit international et en contentieux administratif, il est inscrit au barreau de Nice. En 2012, il crée le mouvement citoyen, La Voix des Tunisiens à l'étranger, puis est élu député de la deuxième circonscription de la France lors des élections législatives de 2014. Il est également maître de conférences en droit public à l'université Côte-d'Azur. 

## Biographie

### Formation
Riadh Jaidane effectue sa scolarité au lycée des garçons de Sousse, où il obtient un baccalauréat (lettres) en 1990.
Il obtient ensuite une maîtrise en droit public à la faculté de droit et des sciences politiques de Sousse en 1994 puis un certificat d'études supérieures des communautés européennes de l'Institut européen[Quoi ?] en 1995 ainsi qu'un European Master of Advanced International Studies de l'Institut des hautes études internationales. Il se spécialise par la suite en droit international public et  privé à l'université Nice-Sophia-Antipolis. Il est aussi diplômé du Centre international de formation européenne et de l'Institut international des droits de l'homme (IIDH).
En 2002, il obtient un doctorat en droit après la soutenance d'une thèse portant sur L'influence du droit communautaire sur le droit tunisien de la concurrence, sous la direction du professeur Joël Rideau.
Depuis 2006, il est maître de conférences en droit public à l'université Côte-d'Azur[réf. nécessaire] et représentant officiel du Centre international de formation européenne en Tunisie.

### Carrière d'avocat
Après avoir prêté serment comme avocat en 2006, il s'inscrit au barreau de Nice. Intervenant en droit des étrangers, en droit administratif et en droit international public et privé, Riadh Jaidane est installé au cabinet Nilo Avocats - Nice International Law Office. Il officie devant le tribunal administratif en contentieux administratif, devant les juridictions civiles et devant les juridictions de recours (cour d'appel, Cour de cassation et Cour européenne des droits de l'homme).

### La Voix des Tunisiens à l'étranger
À la suite de la révolution tunisienne de 2011, il crée, en 2012, un mouvement citoyen, La Voix des Tunisiens à l'étranger (VTE). Constitué comme association loi de 1901, les statuts du mouvement ont pour objet de « rassembler tous les Tunisiens résidents à l'étranger et constituer une force de représentation auprès des autorités tunisiennes qu'auprès des autorités des pays accueils ».

### Députation
Riadh Jaidane se présente sur une liste indépendante aux élections législatives de 2014 (Appel des Tunisiens à l'étranger) et se voit élu dans la deuxième circonscription de la France. Au sein du parlement, il rejoint un groupe parlementaire en janvier 2016 (Afek Tounes et Appel des Tunisiens à l'étranger) avant de prendre la tête d'un nouveau groupe parlementaire (Allégeance à la patrie) en avril 2018,.
Durant son mandat, il siège à la commission du règlement intérieur, de l'immunité, des lois parlementaires et des lois électorales, à la commission des affaires des Tunisiens à l'étranger et à la commission d'investigation sur le classement de la Tunisie en tant que paradis fiscal.

#### Prises de position
En tant que député, Riadh Jaidane s'est prononcé pour une suspension des négociations portant sur l'accord de libre-échange complet et approfondi tant que la Tunisie n'est pas prête et ne possède pas une vision claire et stratégique sur le sujet et pointe le manque d'implication du parlement dans le processus de négociation et de consultation.
Pendant son mandat à l'Assemblée des représentants du peuple, il appelle en 2017 à la création d'un ministère pour les Tunisiens résidant à l'étranger et à l'établissement d'un guichet unique pour les investisseurs.

#### Activités législatives
Durant son mandat au parlement, Riadh Jaidane représente la diaspora tunisienne en France par laquelle il a été élu. Dans sa circonscription, il organise en 2015 une consultation publique afin de débattre des mesures prises par le gouvernement concernant les Tunisiens de l'étranger.
Il initie par ailleurs une proposition de loi sur la création d'un code de déontologie parlementaire, Riadh Jaidane y voyant la nécessité « d'insuffler une nouvelle dynamique au Parlement en imposant des règles de conduite à même de rétablir la confiance entre le peuple et les élus ».
À la suite de la vague d'attentats perpétrée en Tunisie en 2015, d'abord à Sousse puis au Bardo, le président Béji Caïd Essebsi décrète l'état d'urgence le 28 juin. Toutefois, Riadh Jaidane estime qu'« il y a urgence à réglementer l'état d'urgence en Tunisie » afin de le rendre compatible avec la nouvelle Constitution.

### Vie privée
Riadh Jaidane est marié à Imène Jaidane[réf. nécessaire], médecin gériatre élue en 2020 comme conseillère municipale de Nice sur la liste du maire Christian Estrosi, et désignée subdéléguée à la prévention de la fragilité des seniors ; elle est également conseillère métropolitaine de la Métropole Nice Côte d'Azur.

## Publications

### Ouvrage
- Riadh Jaidane et Christian Vallar, Le contrôle parlementaire des opérations de sécurité et de renseignement : droit tunisien - droit français, New York, LexisNexis, 2018, 138 p. (ISBN 978-2-7110-3056-9).

### Articles
- « Le nouveau droit tunisien de la concurrence : une réponse à l'évolution du paysage économique et commercial », Revue de droit des affaires internationales, no 6,‎ 2001, p. 759-766.
- « L'influence du droit français sur le droit tunisien des concentrations économiques », Revue internationale de droit économique, vol. XIV, no 4,‎ 2002, p. 655-678 (ISSN 1010-8831, lire en ligne, consulté le 27 avril 2020).
- « La gestion des contrats internationaux de concession », Revue de droit des affaires internationales, no 3,‎ 2005, p. 289-332.
- « Partenariat public-privé et infrastructures sportives », Revue juridique et économique du sport, no 89,‎ décembre 2008.
- « L'Union européenne et les transitions démocratiques en Afrique : réflexions sur le cas tunisien », L'Europe en formation, vol. 1, no 388,‎ 2019 (ISSN 0014-2808).